# Iglesia Iprari
La iglesia Iprari de los Arcángeles (en georgiano: იფრარის მთავარანგელოზზის ეკლესია), o Tarngzel, como se le conoce localmente, es una iglesia del siglo XI en las afueras de la aldea del mismo nombre en el Municipio de Mestia en la región de Samegrelo-Zemo Svaneti, Georgia. El pueblo es parte de la región histórica y cultural de las tierras altas de Svaneti. Arquitectónicamente, una iglesia de salón poco notable, Iprari contiene un conjunto de frescos pintados por Tevdore en 1096, uno de los puntos álgidos del arte monumental georgiano medieval. La iglesia está inscrita en la lista de los monumentos culturales inamovibles de importancia nacional de Georgia.

## Arquitectura
Iprari es un pequeño edificio rectangular y simple con dimensiones de 4.75 × 2.6 m 2, que termina en un ábside al este. La iglesia está construida con bloques cuadrados de piedra pómez amarillenta bien tallada. Las fachadas son simples y pobres en decoración. La única entrada se encuentra en el oeste. El interior está iluminado por dos ventanas, una en el ábside y la otra sobre la entrada. El altar está separado del salón por una pantalla de altar de piedra, con tres aberturas arqueadas. Las paredes de la iglesia son simples, sin mucho tratamiento arquitectónico; Los soportes se utilizan para los arcos en las paredes longitudinales. Las paredes interiores contienen una serie de grafitis conmemorativos, que datan del siglo XI al siglo XV.

## Frescos

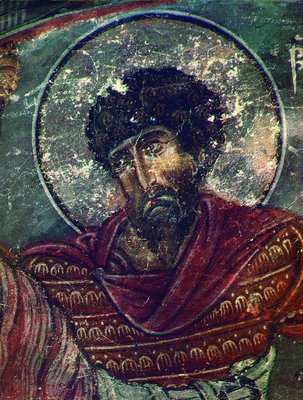
Theodore Stratelates, uno de los frescos de Iprari.

Arquitectónicamente irrelevante, el interior de la iglesia de Iprari conserva murales de alta calidad encargados por la comunidad local al "pintor real" Tevdore en 1096, según lo informado por una inscripción georgiana en el dosel del altar. También se sabe que este Tevdore pintó al fresco otras dos iglesias en Svaneti: la iglesia Lagurka de los Santos Quirico y Julita en 1112 y la iglesia Nakipari de San Jorge en 1130.
Los frescos están organizados para seguir las características arquitectónicas del interior; Se utilizan diversos motivos ornamentales para enmarcar y demarcar las composiciones murales. Las escenas en la concha del ábside representan, en los niveles superior e inferior, respectivamente, la Déesis y un grupo de jerarcas de la iglesia flanqueados por dos candelabros en llamas. El dosel del altar contiene representaciones de los Santos Quirico y Julita, Demetrio de Tesalónica y Esteban. Los frescos en las paredes y el techo también se organizan en dos niveles, que representan el bautismo de Jesús, a San Jorge y al arcángel Miguel y Josué, arrodillados ante él, en el muro norte y la natividad de Jesús, al arcángel Gabriel, a Teodoro Stratelates, a la Virgen Nicopeia y a Santa Ana en el muro sur.
El muro occidental contiene los frescos de la Anunciación y a las santas Bárbara y Catalina El exterior de la fachada sur, frente a la aldea, también fue completamente pintado al fresco, un rasgo característico de las iglesias medievales de Svanetia, por un pintor local desconocido del siglo XII. Estos murales, que representan escenas de caza de San Eustaquio y Déesis, se han desvanecido en gran medida.

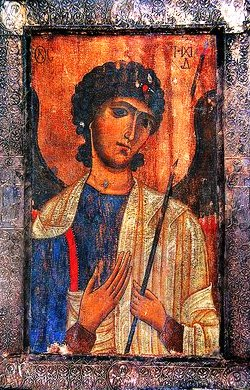
Arcángel Miguel. Un icono del siglo XII-XIII del iconostasio de Iprari.

## Iconos
Como muchas otras iglesias medievales en Svaneti, la iglesia Iprari, debido a su lejanía, sirvió como depósito seguro de piezas de arte cristiano. Recorriendo la región en 1910, el erudito georgiano Ekvtime Taqaishvili informó sobre al menos una docena de artículos antiguos de la iglesia, entre ellos un tríptico de la Virgen y el Niño del siglo XIII, actualmente perdido, que también mostraba al ktetor David, aparentemente el rey David VII de Georgia, como se sugiere al mencionar a David y su esposa Gvantsa en otra inscripción en el icono. En el iconostasio de Iprari se conserva el icono del siglo XII-XIII que representa al arcángel Miguel y la Déesis.